# Natale Conti
Natale Conti, noto in latino anche come Natalis Comes e  Natalis de Comitibus e in francese come Noël le Comte (probabilmente a Milano, 1520 – probabilmente a Venezia, 1582), è stato uno scrittore, mitografo, storico e poeta italiano.

## Biografia
La sua opera più importante, Mythologiae,, in dieci libri, scritta in latino, fu pubblicata per la prima volta a Venezia nel 1567 e divenne una fonte standard per la mitologia classica durante il tardo rinascimento. È stata stampata in numerose edizioni; dopo il 1583 vi fu aggiunto un trattato sulle Muse di Geoffroi Linocier. Alla fine del XVII secolo il suo nome era virtualmente sinonimo di mitologia: a dizionario francese nel definire il termine mythologie annotava che era l'argomento scritto da Natalis Comes.
Conti credeva che i poeti antichi avessero voluto che le loro presentazioni dei miti venissero lette come allegorie, e quindi costruirono complesse associazioni genealogiche, all'interno delle quali Conti trovò livelli di significato.
Poiché Conti era convinto che la filosofia perduta dell'antichità classica potesse essere recuperata attraverso la comprensione di queste allegorie, nota Ernst Gombrich che "le versioni più apocrife e bizzarre di racconti classici e pseudo-classici, sono qui visualizzati e commentati come la saggezza esoterica finale".
Mantenendo un approccio evemeristico, Conti pensava che i personaggi del mito fossero esseri umani idealizzati e che le storie contenessero intuizioni filosofiche sincretizzate attraverso i secoli e velate in modo che solo gli "iniziati" ne potessero cogliere il vero significato. Le sue interpretazioni erano spesso condivise da altri scrittori del Rinascimento, in particolare da Francesco Bacone nel suo da tempo trascurato "De Sapientia Veterum", 1609.
In alcuni casi, la sua interpretazione potrebbe sembrare banale anche nella mitologia moderna: per Conti il centauro rappresenta la natura duale dell'uomo, "contemporaneamente passione animale e le più alte facoltà intellettuali. Ulisse, ad esempio, diviene un uomo comune le cui peregrinazioni rappresentano un ciclo di vita universale:
(Elliott M. Simon)
Nonostante o per via delle sue eccentricità, la "Mythologiae" hanno ispirato l'uso del mito in varie forme d'arte. Una seconda edizione, stampata nel 1568 e dedicata a Carlo IX, fu popolare in Francia, dove servì come fonte per il "Ballet Comique de la Reine" (1581), parte di feste di matrimonio a corte. Il Ballet  Balletto  era un dramma musicale con danze ambientato in un'elaborata ricostruzione dell'isola di Circe. Il testo associato alla performance conservato presenta quattro esposizioni allegoriche, basate esplicitamente sul lavoro di Comes: fisico o naturale, morale, temporale, logico o interpretativo.
L'allegorizzazione del mito fu criticata durante il periodo romantico; Benedetto Croce disse che la letteratura e l'arte medievale e rinascimentale presentavano solo il "guscio impoverito del mito". I manuali mitologici del XVI secolo di Conti e altri vennero considerati pedanti e privi di coerenza estetica o intellettuale.
Né le critiche a Conti sono state limitate a epoche successive: Giuseppe Giusto Scaligero di vent'anni più giovane, lo definì "un uomo assolutamente inutile" e consigliò Sethus Calvisius di non usarlo come fonte.
Conti, la cui famiglia (secondo le sue stesse affermazioni) era originaria di Roma, era nato a Milano. Tuttavia si definisce come "veneziano" perché la sua attività si svolse a Venezia